# Szarvasgede
Szarvasgede es un pueblo ubicado en el condado de Nógrád, Hungría.

## Superficie
Posee una superficie de 9,99 kilómetros cuadrados.

## Demografía
Hasta 2021 la población era de 403 habitantes, con una densidad de población de 40,34 habitantes por kilómetro cuadrado.